# Verwaltungsgemeinschaft Weißwasser/O.L.
Die Verwaltungsgemeinschaft Weißwasser/O.L. (vom 1. Januar bis 17. Juni 1997 Verwaltungsgemeinschaft Weißwasser, obersorbisch Zarjadniski zwjazk Běła Woda) ist eine sächsische Verwaltungsgemeinschaft im Norden des Landkreises Görlitz. Die Bundesstraße 156, die Bundesstraße 115 und die Bahnstrecke Berlin–Görlitz führen durch das Verbandsgebiet. Die Landschaft wird geprägt durch das ausgedehnte Seen- und Waldgebiet der Muskauer Heide.

## Mitgliedsgemeinden
- Weißwasser/O.L. (Běła Woda)
- Weißkeißel (Wuskidź)